# Paragomphus alluaudi
Paragomphus alluaudi é uma espécie de libelinha da família Gomphidae.
Pode ser encontrada nos seguintes países: Angola, Etiópia, Quénia e Tanzânia.
Os seus habitats naturais são: matagal árido tropical ou subtropical, matagal húmido tropical ou subtropical e rios.
Está ameaçada por perda de habitat.